# Donante de electrones
Un donador de electrones o dador de electrones es una entidad química que es capaz de entregar electrones que le son transferidos a otro compuesto. Por definición un donador de electrones es un agente reductor, que, al donar electrones resulta oxidado en el proceso.

## Balances de carga
Los agentes reductores típicos experimentan una alteración química permanente a través de una reacción química de naturaleza covalente o iónica; lo que produce la transferencia completa e irreversible de uno o más electrones. Sin embargo, en muchas circunstancias químicas, la transferencia de electrones hacia un aceptor de electrones puede ser fraccional, lo cual significa que el electrón no resulta completamente transferido, sino que se produce una resonancia electrónica entre el dador y el aceptor. Esto conduce a la formación de un complejo de transferencia de cargas en el cual los componentes retienen la mayor parte de sus identidades químicas.

## Balances de energía
El poder reductor (o poder donante) de una molécula donadora de electrones se mide por medio de su potencial de ionización, la cual es la energía que se requiere para extraer un electrón desde el último orbital molecular ocupado (HOMO).
El balance total de energía ({\displaystyle \Delta E}), es decir, la energía total ganada o perdida en una transferencia dador-aceptor se encuentra determinada por la diferencia entre la afinidad electrónica ({\displaystyle A}) del aceptor; y el potencial de ionización ({\displaystyle I}) del dador de electrones:

## Ácidos y bases de Lewis
En química, una clase de donadores de electrones que entregan no solo uno, sino un grupo de dos electrones para formar un enlace covalente con una molécula aceptora de electrones se conoce como base de Lewis. Este fenómeno conduce al amplio campo de la química de los ácidos y bases de Lewis.
Las fuerzas impulsoras que determinan el comportamiento de los dadores y aceptores de electrones en química se encuentra basada en los conceptos de electropositividad (para los dadores) y electronegatividad (para los aceptores).

## Ejemplos
Ejemplos de dadores de electrones pueden ser hidrógeno, nitrito, hierro (II), manganeso (II), sulfito, sulfuro, metano, y gran cantidad de compuestos orgánicos entre los que se incluyen materia orgánica del suelo, los hidrocarburos derivados del petróleo o incluso, en algunos microorganismos los compuestos orgánicos halogenados, tales como el cloruro de vinilo (CV) y la atrazina. Estas últimas reacciones resultan de interés no solo porque los organismos obtienen energía, sino porque además, se encuentran involucradas en la biorremediación natural de estos contaminantes orgánicos. Cuando los profesionales de limpieza hacen uso de la atenuación natural monitoreada para la remediación de sitios contaminados, la biodegradación es una de las mayores contribuyentes al proceso.

## Donador inicial de electrones o fuente de electrones
En biología, un donador inicial de electrones o fuente de electrones es el primer compuesto que dona o cede un electrón durante la transferencia de electrones de la respiración celular o durante la fotosíntesis. Todos los organismos obtienen energía de la transferencia de electrones desde un dador de electrones a un aceptor de electrones. Durante este proceso (la cadena de transporte de electrones) el aceptor de electrones resulta reducido y el dador de electrones se oxida.
En una cadena de transporte biológica, los electrones pasan en orden a sus potenciales estándar de reducción (E'0), desde un par redox conjugado de menor potencial a uno de mayor, al tiempo que se produce una pérdida de energía libre. Por ejemplo en la cadena respiratoria, los electrones fluyen desde el par conjugado NADH/NAD+
 (con E'0=-0,32 V) que funciona como fuente de electrones al par H
2O/½O
2 (con E'0=+0,82 V) que actúa como aceptor final de electrones. En estas cadenas cada transportador funciona como aceptor electrónico del anterior miembro de la cadena y como donante del posterior.
El dador inicial de electrones en la cadena respiratoria es el NADH; mientras que en la respiración anaerobia la fuente de electrones es una sustancia distinta al NADH, generalmente inorgánica, como por ejemplo el Fe (II). En la cadena transportadora de electrones de la fase luminosa de la fotosíntesis, el dador inicial de electrones es el agua (que aunque tiene un potencial mayor de reducción, es forzado por la energía obtenida de la luz solar). En las fermentaciones los dadores iniciales de electrones son sustancias orgánicas tales como los azúcares.